# Prinsengracht 587

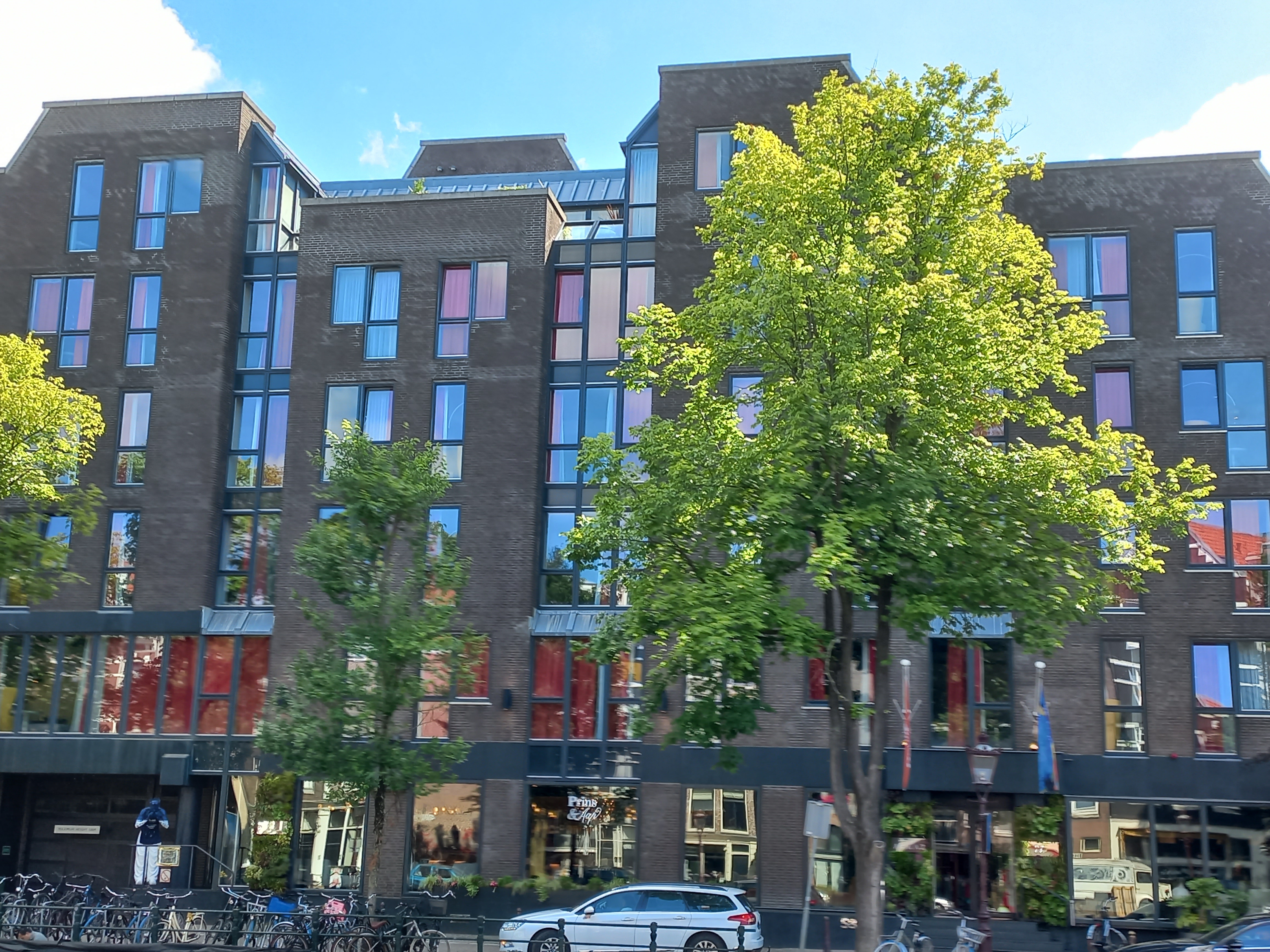
Prinsengracht 587 (juli 2025)

Prinsengracht 587 te Amsterdam is een bedrijfsgebouw aan de Prinsengracht in Amsterdam-Centrum.

## Aanleg van de Prinsengracht
De Prinsengracht werd in gedeelten aangelegd en volgebouwd in de 17e eeuw. De stad Amsterdam was toen het Singel overgestoken en voordat de Jordaan werd gebouwd, was het de buitengrens van bebouwing. Die historie houdt dan ook in dat de oorspronkelijke bebouwing (grotendeels) is afgebroken dan wel afgebrand om plaats te maken voor nieuwbouw, waarbij soms deze cyclus herhaald werd. Huisnummers 587 is gesitueerd aan de oostelijke gevelwand tussen de Runstraat en Leidsegracht.

## Fabriek
De cyclus van bouwen, slopen, bouwen etc. geldt ook voor dit gebouw. Afgaande op de geschiedenis van de Prinsengracht stonden hier typische grachtenpanden voor opslag en bewoning, sinds 1874 in gebruik bij textielfabrikanten en -verkopers M.J. van der Waal en G.H. Klatte. Deze lieten rond 1897 een nieuw fabrieksgebouw en magazijn neerzetten naar ontwerp van Willem Hamer jr.  Het had een schild van hofleverancier boven de deuren. Het bedrijf zou er minstens tot eind 1968 haar bedrijfsvoering hebben gehad.In 1974 werd het gebouw gesloopt. 

## Bibliotheek
De Centrale Openbare Bibliotheek Amsterdam aan de Keizersgracht 444-446 was te klein geworden en Amsterdam leverde daarvoor een doorbraak. Tegelijkertijd was er een soort crisis binnen de nieuwbouw van relatief grote gebouwen in de binnenstad. Er was een grootschaligheid nodig binnen de nieuwbouw, die niet combineerde met de kleinschaligheid van grachtenpanden.  Architect Rob Nord met Gerrit de Klerk  had daar voor een eerder project (Sonesta-hotel) een oplossing verzonnen. Hij zette op de punt Spuistraat en Kattegat een sterk horizontaal geleed gebouw neer. De grootte van het gebouw werd enigszins tenietgedaan door een sterke horizontale geleding, zodat het oog in de gevelwand meerder gebouwen waarneemt terwijl er sprake is van één gebouw. De geveldelen hebben daarbij ongeveer de breedte van een grachtenpand. Dit principe paste hij ook toe op de plaats van het fabrieksgebouw. Men sprak er destijds over dat bijvoorbeeld een gebouw van de grootte van het Hirschgebouw aan het Leidseplein nodig was, maar dat ter plaatste niet bij de overige bebouwing aan de Prinsengracht zou passen; zelfs vloeken. Nord kreeg in eerste instantie te horen dat het een kantoorgebouw moest worden op een postzegelgebied, hetgeen wil zeggen dat het grondoppervlak, hoogte en diepte vrijwel vastliggen. Door een overgang naar bibliotheek kreeg het een vrije mogelijkheid tot inrichting mee. Niet alleen de gevelindeling zorgt voor die horizontale geleding; ook en de ramenrijen werkten mee aan dat idee. Zodoende lijkt het op het oog een viertal gebouwen met onderlinge gelijkenis in plaats van één gebouw. Het in- en uitspringen van de gevelwand draagt daartoe ook bij. Ook de hier en daar teruggetrokken pui sluit aan op de puien van de omringende gebouwen. Nord werkte voor de inrichting samen met architect H. van Andel, zodat er een geleidelijke overgang kwam van buiten naar binnen. Belettering kwam van de hand van Josephine Dam-Holt.  In 1983 bood het gebouw en de dertig filialen onderdak aan 700.000 boeken en geschriften.  Rond de eeuwwisseling 2000 was ook de rek van dit gebouw eruit. De bibliotheek had een nieuwe ruimte nodig, die twee keer zo groot was; de gemeente vond daartoe ruimte op het Oosterdokskade 143, waar naar ontwerp van Jo Coenen een nieuw gebouw werd neergezet. In 2007 werd die geopend. 

## Hotel
Aedes Vastgoed kocht het toen vrijwel direct om er een hotel in onder te brengen. Het was nog de tijd dat Amsterdam hotelbedden tekortkwam. Voordeel van die eerdere bestemmingswisseling was dat het gebouw nog steeds vrij indeelbaar was bij aanpassing. Samen met een nieuw interieur van Marcel Wanders opende exploitant Hyatt Hotels hier het Adaz Hotel.

## Monument
De Erfgoedvereniging Bond Heemschut nam het gebouw op in hun brochure Post ’65 Architectuur 1966-1990 in Amsterdam. De vereniging zag dat naoorlogse architectuur alweer ten prooi viel aan sloop; het betrof niet alleen gebouwen die “lelijk” gevonden werden, maar ook mooie en karakteristieke gebouwen gingen ten onder aan vernieuwingsdrang. Zij wezen daarbij ook op die geledingen, hoogteverschillen en schuine dakvlakken, die hier aan de Prinsengracht wel vaker voorkomen. Het gebouw was al vlak voor de verbouwing tot gemeentelijk monument (200611) benoemd.
Aan de noordzijde wordt het hotel belend door het monumentale Prinsengracht 581-583 en aan de zuidzijde door rijksmonument Prinsengracht 611. De diverse nieuwbouw slokte een behoorlijk aantal gebouwen op. De Prinsengracht in Amsterdam kent in 2025 geen oneven huisnummers tussen 587 en 611. Het gebouw heeft een verbinding met het achterliggende Keizersgracht 440 van Willem Hamer (het deel van de fabriek dat bleef staan); dat is een rijksmonument (518356).